# Kanton Châlons-en-Champagne-4
Der Kanton Châlons-en-Champagne-4 war von 1985 bis 2015 ein französischer Kanton im Arrondissement Châlons-en-Champagne im Département Marne und in der Region Champagne-Ardenne; sein Hauptort war Châlons-en-Champagne.

## Gemeinden
Der Kanton bestand aus einer Gemeinde und einem Teil der Stadt Châlons-en-Champagne (angegeben ist hier die Gesamteinwohnerzahl).
| Gemeinde             | Einwohner Jahr | Fläche km² | Bevölkerungsdichte | Code INSEE | Postleitzahl |
| -------------------- | -------------- | ---------- | ------------------ | ---------- | ------------ |
| Châlons-en-Champagne | 44.899 (2013)  | –          | – Einw./km²        | 51108      | 51000        |
| Saint-Memmie         | 5.595 (2013)   | 12,64      | 443 Einw./km²      | 51506      | 51470        |

Koordinaten: 48° 57′ N, 4° 22′ O